# Adela (geslacht)
Adela is een geslacht van vlinders uit de familie van de langsprietmotten (Adelidae).

## Soorten
- Adela adamantella Kolenati, 1846
- Adela aeruginosella Walsingham, 1890
- Adela aethiops Felder, 1875
- Adela albiantennella Burmann
- Adela albicinctella Mann, 1852
- Adela anatolica Rebel, 1902
- Adela arabarcha Meyrick, 1930
- Adela astrella Walsingham, 1915
- Adela aurantibasella Caradja, 1938
- Adela australis (Herrich-Schäffer, 1855)
- Adela bella Chambers, 1873
- Adela breviantennella (Nielsen & Johansson, 1980)
- Adela brunnella (Nielsen & Johansson, 1980)
- Adela caeruleella Walker, 1863
- Adela canalella Eversmann, 1844
- Adela collicolella (Walsingham, 1904)
- Adela coreana Matsumura, 1932
- Adela croesella (Scopoli, 1763) (Gebandeerde langsprietmot)
- Adela culminicola Mey, 2011
- Adela cuneella Walsingham, 1891
- Adela cuprella (Denis & Schiffermüller, 1775) (Wilgenlangsprietmot)
- Adela disjunctella Caradja, 1927
- Adela droseropa Meyrick, 1921
- Adela eldorada Powell, 1969
- Adela electella (Walker, 1863)
- Adela exquisitella Caradja, 1921
- Adela fibulella Fabricius, 1787
- Adela flammeusella Chambers, 1876
- Adela florella Staudinger, 1870
- Adela gymnota (Meyrick, 1912)
- Adela homalella (Staudinger, 1859)
- Adela imperialis Rebel, 1901
- Adela infantella Erschoff, 1877
- Adela janineae (Viette, 1954)
- Adela korbi Caradja, 1921
- Adela kuznetzovi Kozlov, 1987
- Adela leucocerella Scopoli, 1763
- Adela lithopola Walsingham, 1915
- Adela mazzolella (Hübner, 1801)
- Adela metallica (Poda, 1761)
- Adela mitakeana Matsumura, 1931
- Adela natalensis Stainton, 1860
- Adela ommatella Caradja, 1921
- Adela oplerella Powell, 1969
- Adela orientella Staudinger, 1870
- Adela paludicolella (Zeller, 1850)
- Adela panicensis Frey, 1870
- Adela pantherellus (Guenée, 1848)
- Adela punctiferella Walsingham, 1870
- Adela purpurea Walker, 1863
- Adela reaumurella (Linnaeus, 1758)
- Adela rebeliella Schawerda, 1910
- Adela repetitella Mann, 1861
- Adela reskovitsiella Szent-Ivany, 1945
- Adela ridingsella Clemens, 1864
- Adela rufifrontella Treitschke, 1833
- Adela rufimitrella Scopoli, 1763
- Adela selectella Walker, 1863
- Adela septentrionella Walsingham, 1880
- Adela siccana Mey, 2011
- Adela similis Kozlov, 1987
- Adela singulella Walsingham, 1880
- Adela sinica Yang, 1977
- Adela stenonipha Bradley, 1965
- Adela suavis Caradja, 1938
- Adela suffusa Caradja, 1920
- Adela suzukiella Matsumura, 1931
- Adela syfaniella Caradja, 1927
- Adela teshionis Matsumura, 1932
- Adela thorpella Powell, 1969
- Adela tridesma Meyrick, 1912
- Adela trifasciella Chambers, 1876
- Adela trigrapha Zeller, 1876
- Adela tsaratanana (Viette, 1954)
- Adela uhrikmeszarosiella Szent-Ivany, 1945
- Adela violella (Denis & Schiffermüller, 1775) (Hertshooilangsprietmot)
- Adela viridella Scopoli, 1763
- Adela walsinghami Caradja, 1921
- Adela xanthoceros Meyrick, 1937